# Chamerau
Chamerau è un comune tedesco di 2 686 abitanti, situato nel land della Baviera.